# Doline

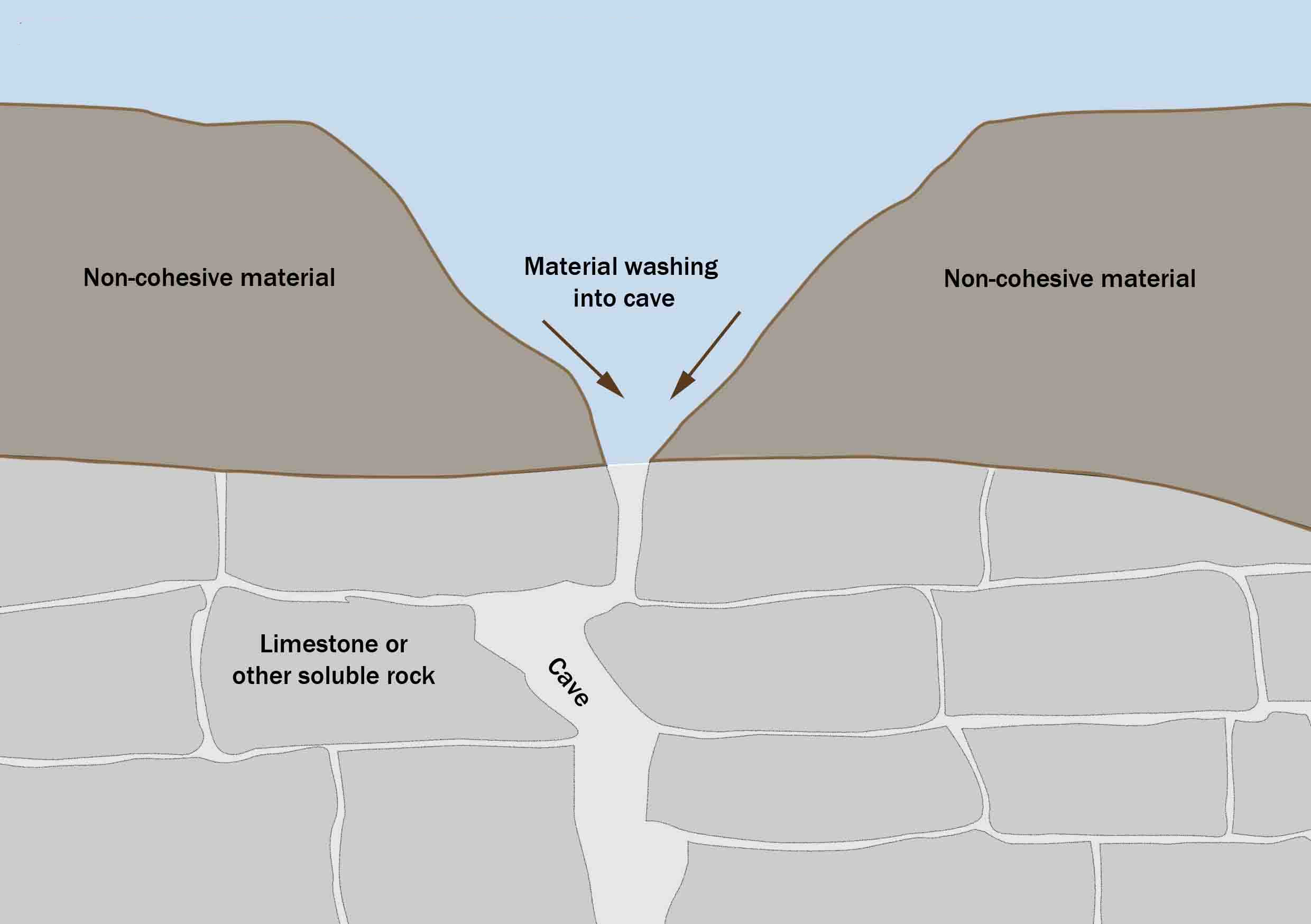
Schemata einer Doline

Eine Doline (von slawisch dolina „Tal“), auch Sinkhöhle, Karsttrichter oder Karstloch genannt, ist eine schlot-, trichter- oder schüsselförmige Senke von meist rundem oder elliptischem Grundriss in Karstgebieten. Ihr Durchmesser schwankt meist zwischen 2 und 200 Metern, kann aber auch mehr als einen Kilometer betragen. Ihre Tiefe reicht von 2 bis zu mehr als 300 Metern. Dolinen geben Karstgebieten ihr charakteristisches Aussehen. Sie können in hoher Dichte auftreten: 782 Dolinen pro Quadratkilometer wurden maximal aus den Alpen, 187 im Taurus beschrieben. Dabei überwiegen immer Lösungs- vor Schachtdolinen. Solcherart Dolinenlandschaften bilden einen sogenannten Polygonalen Karst, indem das Einzugsgebiet der Einzeldolinen oft mit den anderen verzahnt ist und diese somit den ganzen Raum einer Landschaft ausfüllen können. Dolinen können selbst Staatsgebiete dominieren, indem sie einen Hauptteil der Landesfläche einnehmen; so wird für Montenegro oft der Wert von 60 % der Landesfläche angegeben, die innerhalb von Dolinenrändern liegt.

## Begriffsgeschichte und Definition

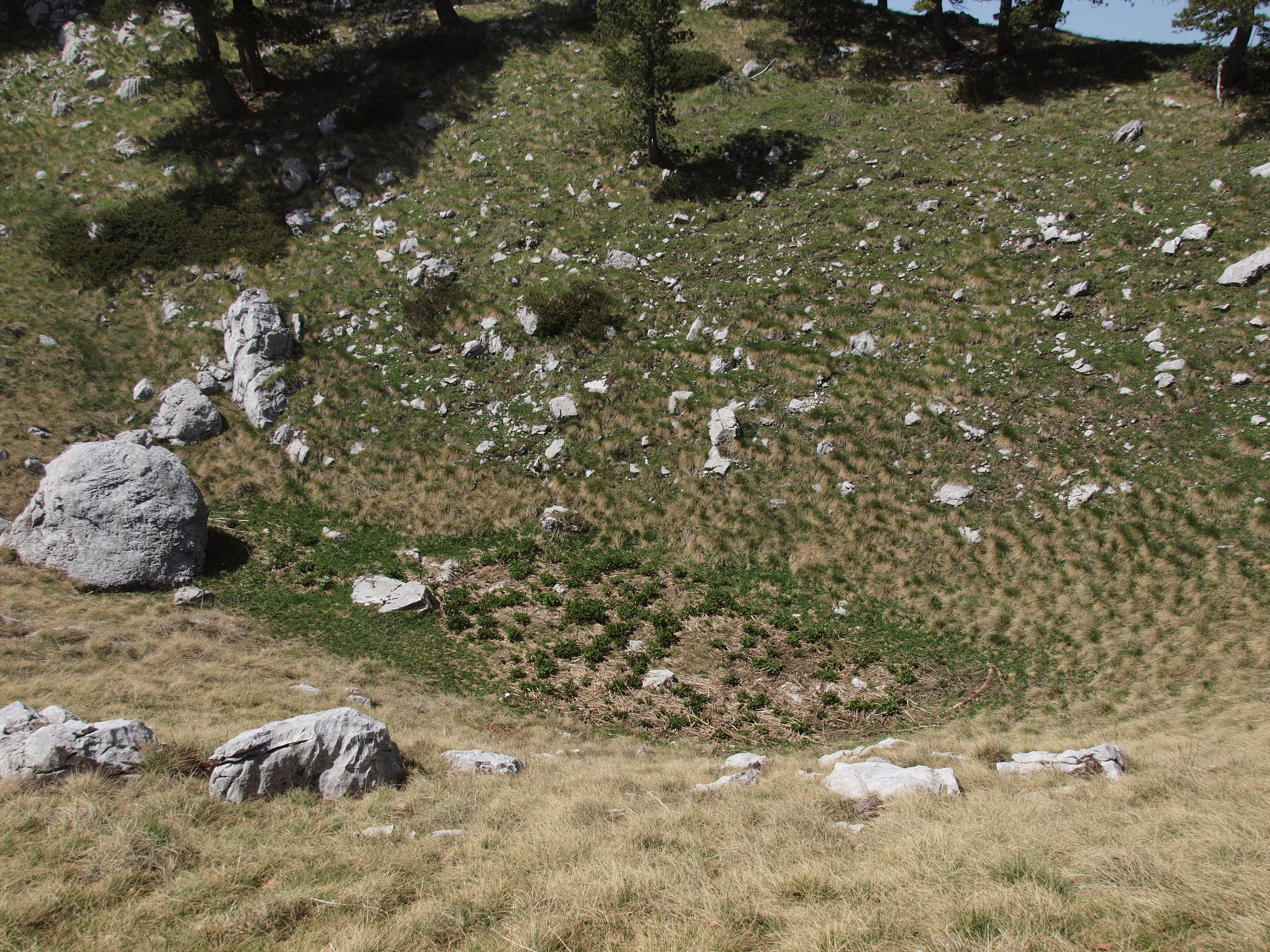
Trichterförmige Suffusions-Doline in kreidezeitlichen Moränensedimenten. Velika Jastrebica, Montenegro. Dolinenböden sind häufig mit lehmhaltigen Sedimenten gefüllt

Der geomorphologische Begriff „Doline“ ist durch den serbischen Geographen Jovan Cvijić geprägt worden. In seiner Doktorarbeit (Das Karstphänomen, 1893) am Wiener Geographischen Institut unter Albrecht Penck entlehnte er „Doline“ aus der südslawischen Bezeichnung für Lösungsformen im Karst. Der Begriff und seine allgemeine Definition fanden unmittelbar Eingang in die geomorphologische Terminologie und werden dabei auf rezente Bildungen oder paläogeografische Lösungsformen angewandt. Cvijić verwendete in seiner Dissertation den Großteil der Beschreibung (53 von 112 Seiten) auf die Darlegung von Dolinen. Ihre überwiegend korrosive Entstehung trug zur Integration des Karsts in die Idee von geomorphologischen Erosionszyklen bei, die eine zeitliche Entwicklung und verschiedene Stadien der Erdoberfläche postulieren. Innerhalb der von William Morris Davis geprägten Anschauung, dass Erosionszyklen das Erscheinungsbild der Erdoberfläche bilden, formulierten Alfred Grund (1914) und Cvijić (1918) Modelle für Erosionszyklen im Karst. Weiter verbesserte Modelle zur Entwicklung von Karstlandschaften zeigten, dass allein durch Lösungsvorgänge das typische Bild einer Karstlandschaft mit seinen Hohl- und Vollformen (Senkungen und Erhebungen) entsteht, auch wenn tektonische Vorgänge die Entwicklung mitprägen können. Neben der Lösungsdoline definierte Cvijić weitere Formen wie die „Suffusions-Doline“, „Einsturzdoline“, „Schnee-Doline“ sowie die „geschlossenen Karstsenken“.

## Entstehung von Dolinen
Dolinen entstehen immer durch Lösungsvorgänge in verkarstungsfähigen, d. h. in Grund- oder Oberflächenwasser relativ leicht löslichen Gesteinen (siehe auch → chemische Verwitterung). Dies sind Evaporite (vor allem Steinsalz und Gips) und Karbonate (Kalkstein und Dolomit). Da flüssiges Wasser für den Lösungsprozess zwingend erforderlich ist, entstehen Dolinen vorwiegend in humiden tropischen bis gemäßigten Klimaten.
Vor allem bei den schwerer löslichen Karbonaten wirkt sich eine starke Zerklüftung oder das Vorhandensein zahlreicher Verwerfungen im Gestein begünstigend auf die Dolinenbildung aus, weil dies den Verwitterungslösungen eine größere Angriffsoberfläche bietet.

### Lösungsdoline (Doline im engeren Sinn)
Hierbei wird das Gestein von der Geländeoberfläche her aufgelöst. Lösungsdolinen (auch Korrosionsdolinen genannt) sind zumindest in humiden Regionen auf Karbonatkarst beschränkt, da Evaporite, insbesondere Steinsalz, bereits im Untergrund aufgelöst werden, bevor sie überhaupt an der Erdoberfläche großflächig freigelegt werden könnten. Auch entstehen Lösungsdolinen selten in zu stark abschüssigem Gelände, da der Oberflächenabfluss des Wassers hier in der Regel zu schnell geschieht, als dass chemische Lösungsprozesse in Gang gesetzt werden könnten.

### Sackungs- und Einsturzdolinen

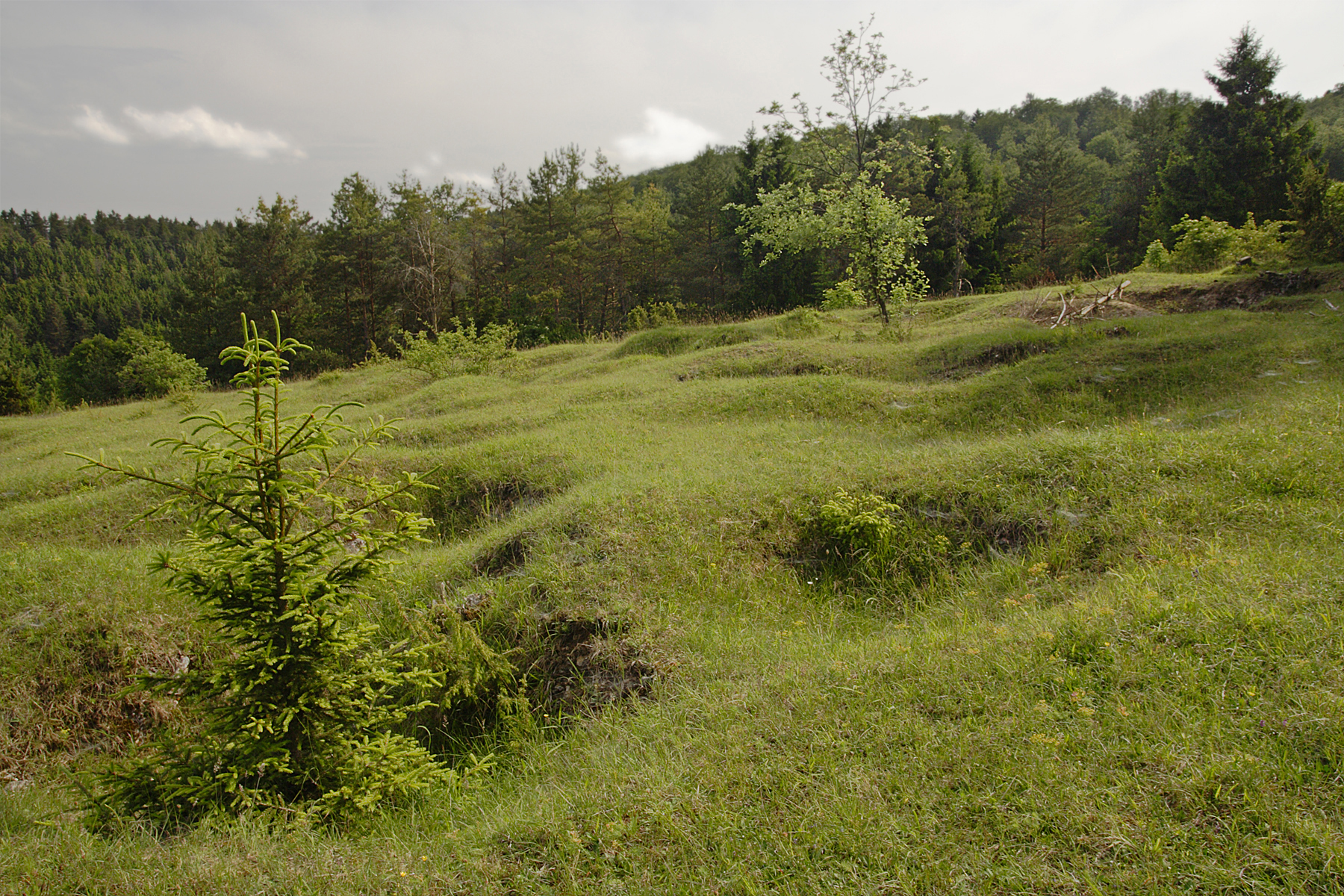
Dolinenfeld über verkarstetem Weißjura der Schwäbischen Alb. Stellen im Umfeld weisen Vulkantuff des Schwäbischen Vulkans „Sternberg (Schwäbische Alb)“ auf

Der Mechanismus für die Entstehung von Sackungs- und Einsturzdolinen ist Subrosion, das heißt die Lösung verkarstungsfähiger Gesteine im Untergrund, einhergehend mit Höhlenbildung. Die Doline wird schließlich durch das Nachbrechen (eines Teils) der Höhlendecke erzeugt, was sich an der Erdoberfläche entweder nur in Form einer trichterförmigen Senke oder aber in der Schaffung eines hochgelegenen Höhleneingangs äußern kann. Bei Sackungsdolinen ist das Deckgestein selbst nicht verkarstungsfähig, bei Einsturzdolinen ist es verkarstungsfähig. Sackungs- und Einsturzdolinen werden auch unter der Bezeichnung Erdfalldolinen zusammengefasst. Sie können mit weit verzweigten Höhlensystemen in Verbindung stehen. Mittlerweile gilt auch die ursprünglich regionale, für Karstlöcher auf der Halbinsel Yucatan verwendete Bezeichnung Cenote als Synonym für Einsturzdoline.
Nicht zu verwechseln sind Erdfalldolinen mit den sich ebenfalls als Erdsenkungen äußernden, aber anthropogen durch Untertage-Bergbau verursachten Pingen oder Bingen. Überschneidungen bestehen mit dem Begriff der Mardelle: Mardellen können (periodisch) wassergefüllte Sackungsdolinen sein, können aber auch anders (unter anderem anthropogen) entstehen.

### Schwemmlanddolinen
Bei Schwemmlanddolinen (auch Alluvialdolinen oder Erosionsdolinen genannt) brechen nicht relativ alte verfestigte Deckschichten in einen Hohlraum nach, sondern junge unverfestigte Sedimente werden über eine bereits im verkarsteten Untergrund vorhandene Wegsamkeit ausgeschwemmt. Das Nachrutschen von Lockersediment erzeugt dabei einen Senkungstrichter an der Geländeoberfläche.
Ein Spezialfall der Schwemmlanddoline ist die Ponordoline. Über sie läuft ein Oberflächengewässer direkt in ein unterirdisches Höhlensystem ab. Ein eher ungebräuchlicher Terminus für Ponordoline ist daher Aufsuchungsdoline, der sich darauf bezieht, dass die Doline von einem Fließgewässer „aufgesucht“ wird. Im Deutschen Sprachgebrauch ist auch der Terminus Bachschwinde gebräuchlich.

## Dolinen im Glaziokarst

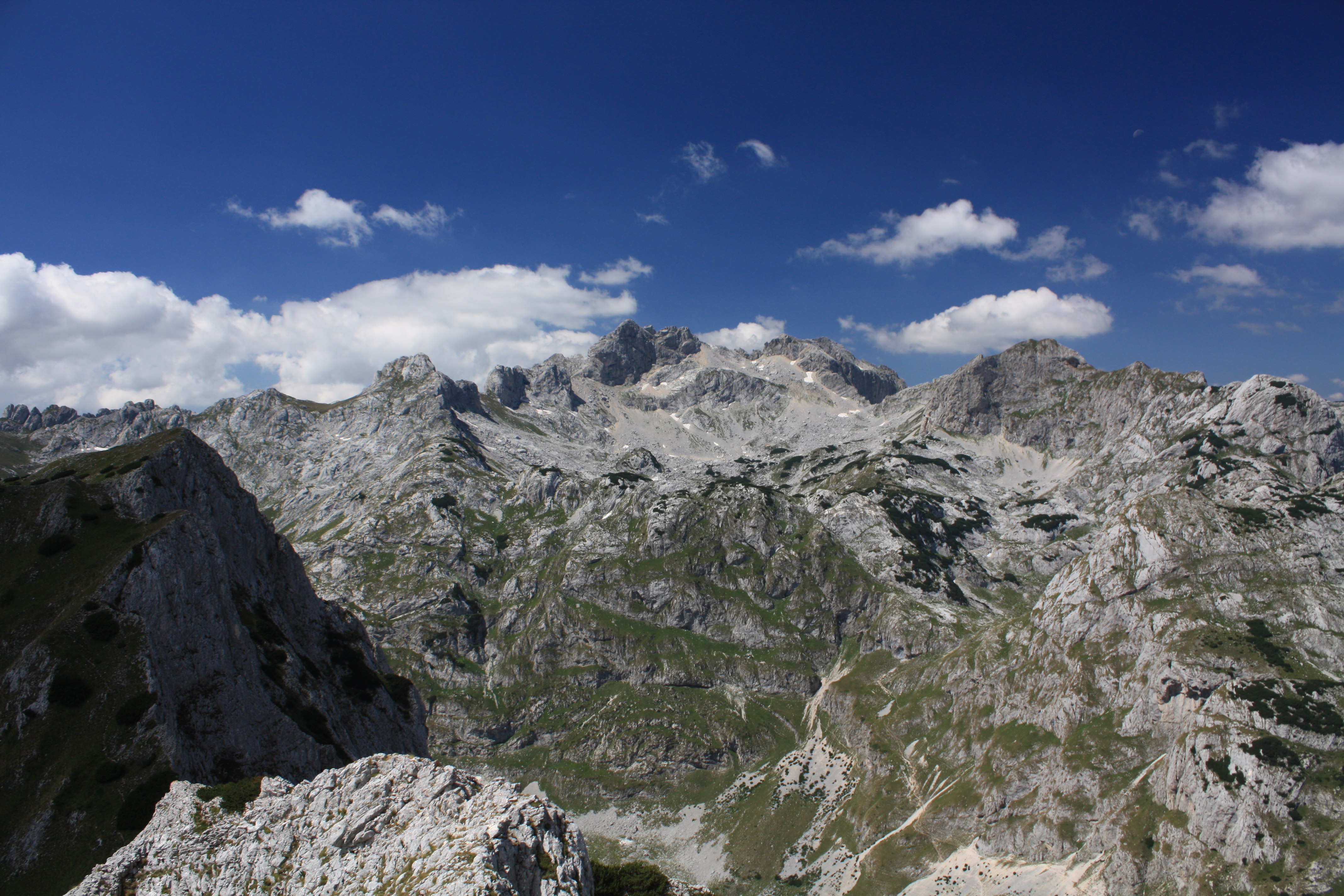
Das Valovito do ist eine wannenförmige Riesendoline mit den tiefsten Temperaturen in Montenegro, sie liegt unterhalb der beiden Berge Bobotov kuk und Bezimeni vrh

Häufig treten Dolinen in Hochgebirgen auf, die vormals oder aktuell vergletschert sind. Ehemals vergletscherte Karstlandschaften werden zum Typus des Glaziokarstes gezählt. Daher finden sich im Glaziokarst Formen die auf Wirkung von Gletschern und denen von Lösungsvorgängen im Kalkstein zurückzuführen sind. Daneben sind noch periglaziale sowie fluvioglaziale Prozesse an der Entstehung von Karstlandschaften im Hochgebirge beteiligt. Unter Gletschern und in den ehemals von Gletschern ausgefüllten Trogtälern und Karen finden sich vielfach Riesendolinen, die im Slowenischen Konta, im Serbo-Kroatischen Dolovi und im Spanischen Jou (Picos de Europe) genannt werden. Solche Riesendolinen sind paleo-Dolinen, deren Entwicklung unter den heutigen klimatischen Verhältnissen nicht mehr stattfindet. Riesendolinen finden sich in den östlichen Kalkalpen, Hochdinariden und im Picos de Europe. Sie können in einem glazial überprägten alpinen Kamm einen scharfrandig Begrenzung haben. In den Glazialzeiten waren sie hierin oft ein Zentrum der Vereisung wie einige Riesendolinen unterhalb alpiner Kämme in den Dinariden bis heute noch schnee- und eisgefüllt sind (u. a. Debeli namet im Durmitor). Bekannte Riesendolinen wie das Valovito do im Durmitor an der Westseite des Bobotov Kuk sind landesweite Kältepole.

## Vorkommen

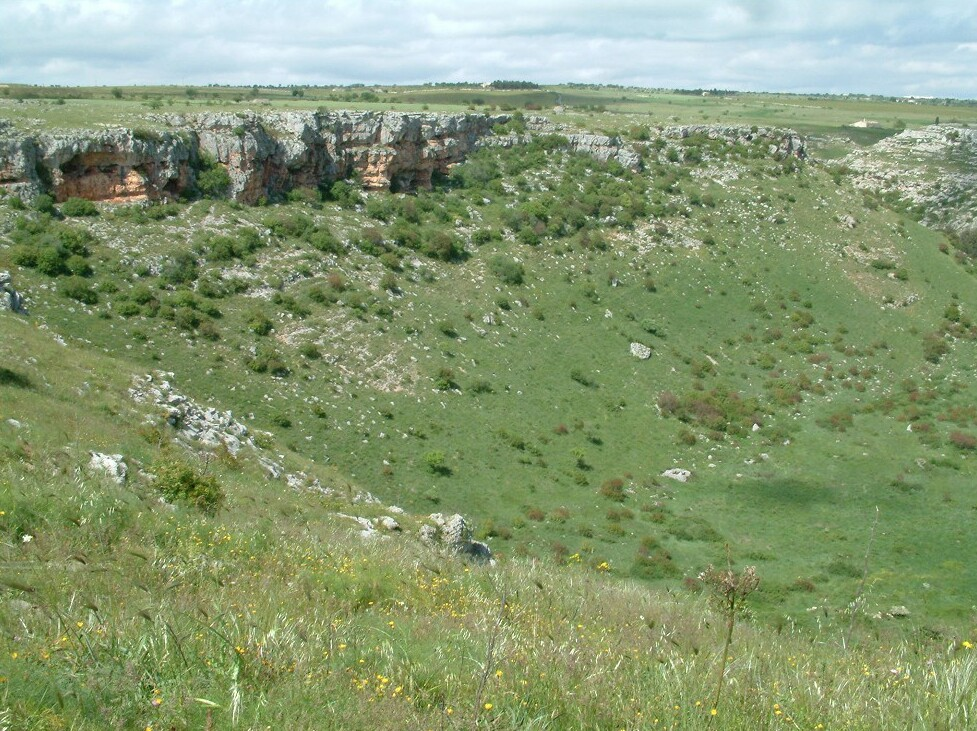
Pulo di Altamura bei Bari, Süditalien, Durchmesser 550 m, 92 m tief.

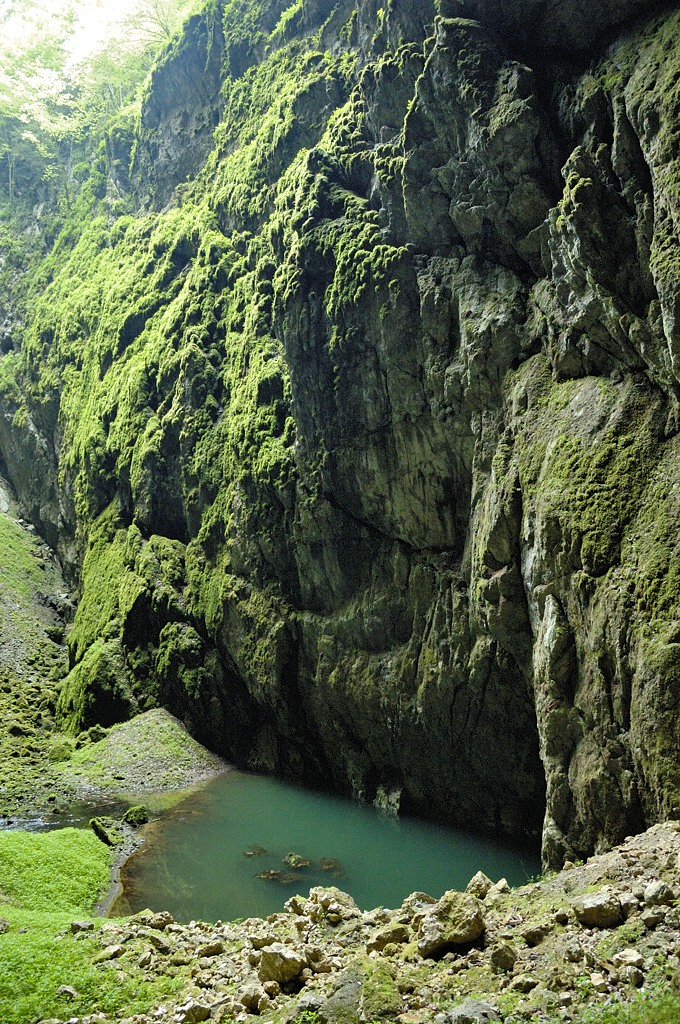
Doline Mazocha, im Mährischen Karst, 138,5 m tief.

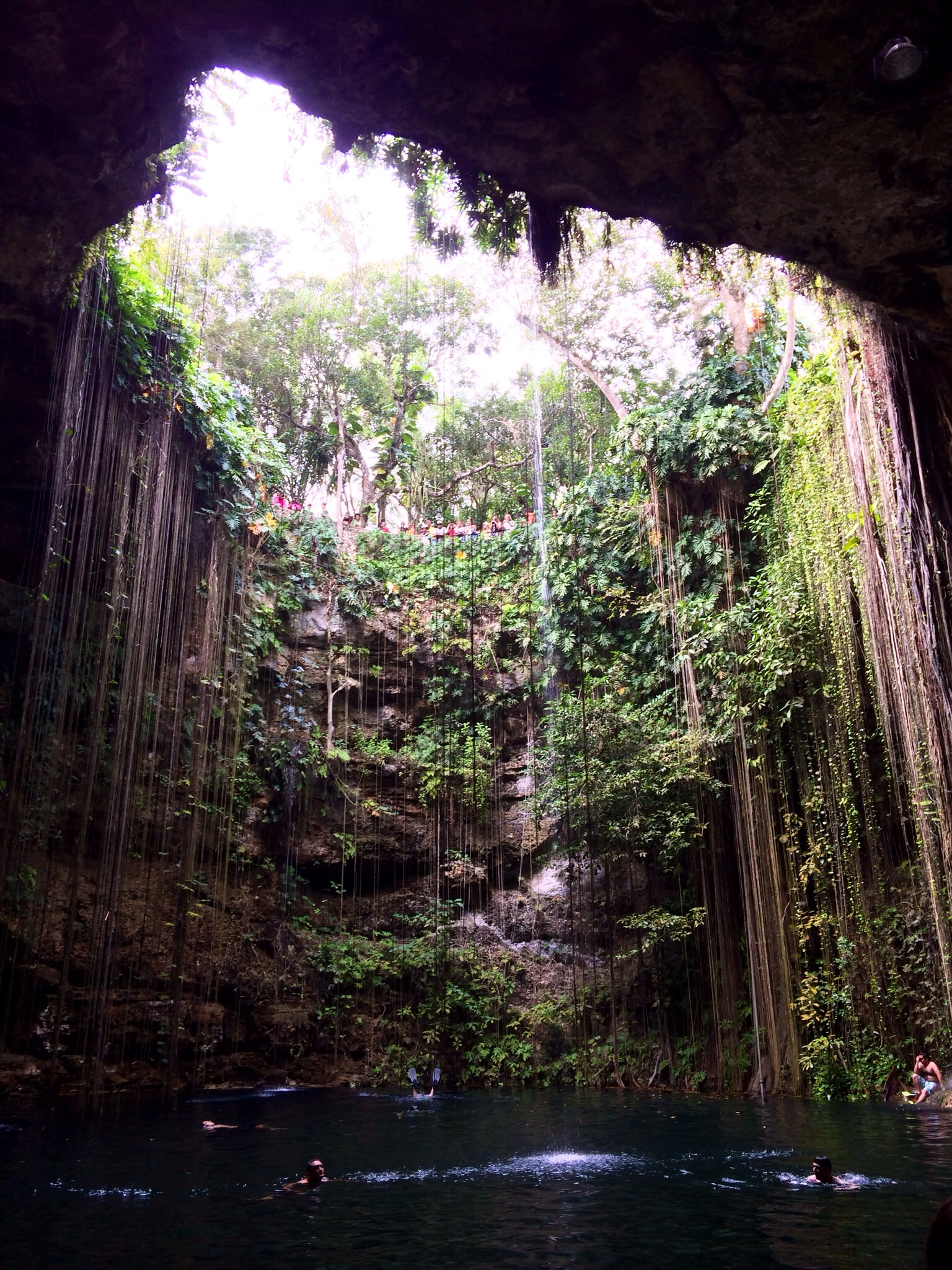
Cenote Ik Kil auf Yucatán in Mexiko

Dolinen als typische Karstformen kommen überall vor, wo genügend mächtige verkarstungsfähige Gesteine im Untergrund vorhanden sind. In Europa sind sie charakteristisch für die dinarischen Kalksteingebirge auf der westlichen Balkanhalbinsel, speziell in Slowenien, Kroatien, Montenegro und Bosnien und Herzegowina, der Typusregion des Karstes und der Karstforschung. Eine der beeindruckendsten Dolinen ist hier die vor etwa zwei Millionen Jahren bei Imotski eingebrochene Rote Doline, der Rote See, der 280 Meter tief ist. In ihrer Nähe liegt die Blaue Doline, die bei stark schwankendem Wasserspiegel bis zu 100 Meter tief ist. Die größte Dolinendichte im Dinarischen Hochkarst wird im niederschlagsreichen West-Montenegro erreicht. Bei nahezu 5000 mm Niederschlag, einem vielfachen des in Mitteleuropa registrierten Betrags, dominieren Dolinen das Relief, ihre ausgeprägtesten Formen finden sich im Hinterland der Bucht von Kotor, wo sich eine Landschaft des Polygonalen Karsts mit besonders vielen und steilwandigen Dolinen, die schon an tropische Cockpits erinnern, ausgebildet hat. Die tiefste wassergefüllte Doline in Europa ist die Pozzo del Merro in Italien nahe Rom.
Dolinen gibt es auch in allen anderen Mittelmeerländern wie Griechenland, Frankreich (z. B. Gouffre de Padirac), auf Sardinien (Su Suercone), in Italien (Doline Pozzatina, Pozzo d’Antullo, Pulo di Altamura in Murge) und Spanien.
Das Bihor-Gebirge in den Rumänischen Westkarpaten ist eine der bedeutendsten Karstregionen im westlichen Rumänien, Dolinen gehören auf den dortigen Kalksteinplateaus zu den häufigsten Oberflächenformen.
Zahlreiche Dolinen bildeten sich auch in von Verkarstung betroffenen Gebieten Mitteleuropas einschließlich des Alpenraumes, in Deutschland beispielsweise im Rheinischen Schiefergebirge in Gebieten mit größeren oberflächennahen Vorkommen von devonischen Kalksteinen (u. a. in der Linderhauser Senke im Osten Wuppertals am Nordrand des Remscheid-Altenaer Sattels), im südlichen Harzvorland (Zechstein-Kalk- und Gipskarst), im Kraichgau (sowohl Einbruchs- als auch Lösungsdolinen im Muschelkalk: Dolinenfelder Eisinger Loch, Neulinger Berg u. a.) und in der mittleren Schwäbischen Alb.
In der Schweiz sind dafür der Schweizer Jura (jeweils Weißjura-Kalksteine) sowie die Voralpengebiete bekannt. Die Nördlichen Kalkalpen beherbergen in Tschechien den Mährischen Karst (Karbon-Kalksteine) sowie in Richtung Österreich u. a. die „Wolfsgrube“ bei Flintsbach am Inn (Oberbayern) sowie diverse Dolinen im Toten Gebirge (Steiermark/Oberösterreich) oder das Grünloch bei Lunz am See (Niederösterreich).
Ausgedehnte Dolinenvorkommen sind auch aus anderen Kontinenten und Ländern bekannt, so etwa die Cenotes der Yucatán-Halbinsel (Mexiko) und die „Sinkholes“ im Karst der Florida-Plattform (USA). Die nach Volumen größten Dolinen in Amerika sind die Sima Major des Sarisariñama-Tepui in Venezuela und Sótano del Barro in Mexiko.
Eine große Ansammlung von riesigen Dolinen befindet sich im Südchinesischen Karst. Die Xiaozhai-Doline in der Provinz Sichuan ist mit einer Fläche von 537 × 626 m und einer Tiefe von 662 m die vermutlich weltweit größte Doline.

## Mikroklima
Durch die teilweise erhebliche Tiefe ist der Luftaustausch mitunter signifikant eingeschränkt, was zur Ausbildung von spezifischen Mikroklimata führen kann. Eines der bekanntesten Phänomene sind Kaltluftseen. Sie entstehen durch negative Strahlungsbilanzen, die bei ruhigem Wetter, insbesondere nachts und nach Neuschnee, durch Ansammlung von kalter Luft in der Doline und aufgrund von Schwere und Inversionsbildung nicht entweichen kann, so wird beispielsweise in der schwäbischen Doline Weidenwang (Gemeinde Sonnenbühl) an mehr als 220 Tagen im Jahr Frost gemessen.
In der Doline Grünloch bei Lunz am See in Niederösterreich wurde 1932 mit minus 52,6 Grad Celsius die niedrigste in Mitteleuropa dokumentierte Temperatur gemessen.
Als entscheidender Faktor für die Stärke der Inversion, d. h. die Höhe der Temperaturdifferenz zwischen dem tiefsten Punkt der Doline und ihrem Umland, ist die ungehinderte langwellige Ausstrahlung aus der Doline gegenüber den umliegenden Bergen identifiziert worden. Nur wenn die Horizontüberhöhung (engl.: sky-view factor) niedrig ist, als Ausdruck für den sichtbaren Anteil der Himmelshemisphäre, der vom Mittelpunkt der Doline aus noch sichtbar ist, bleibt eine langwellige Rückstrahlung von den umschließenden Hängen gering und die Auskühlung ist dementsprechend hoch.

## Bekannte Dolinen

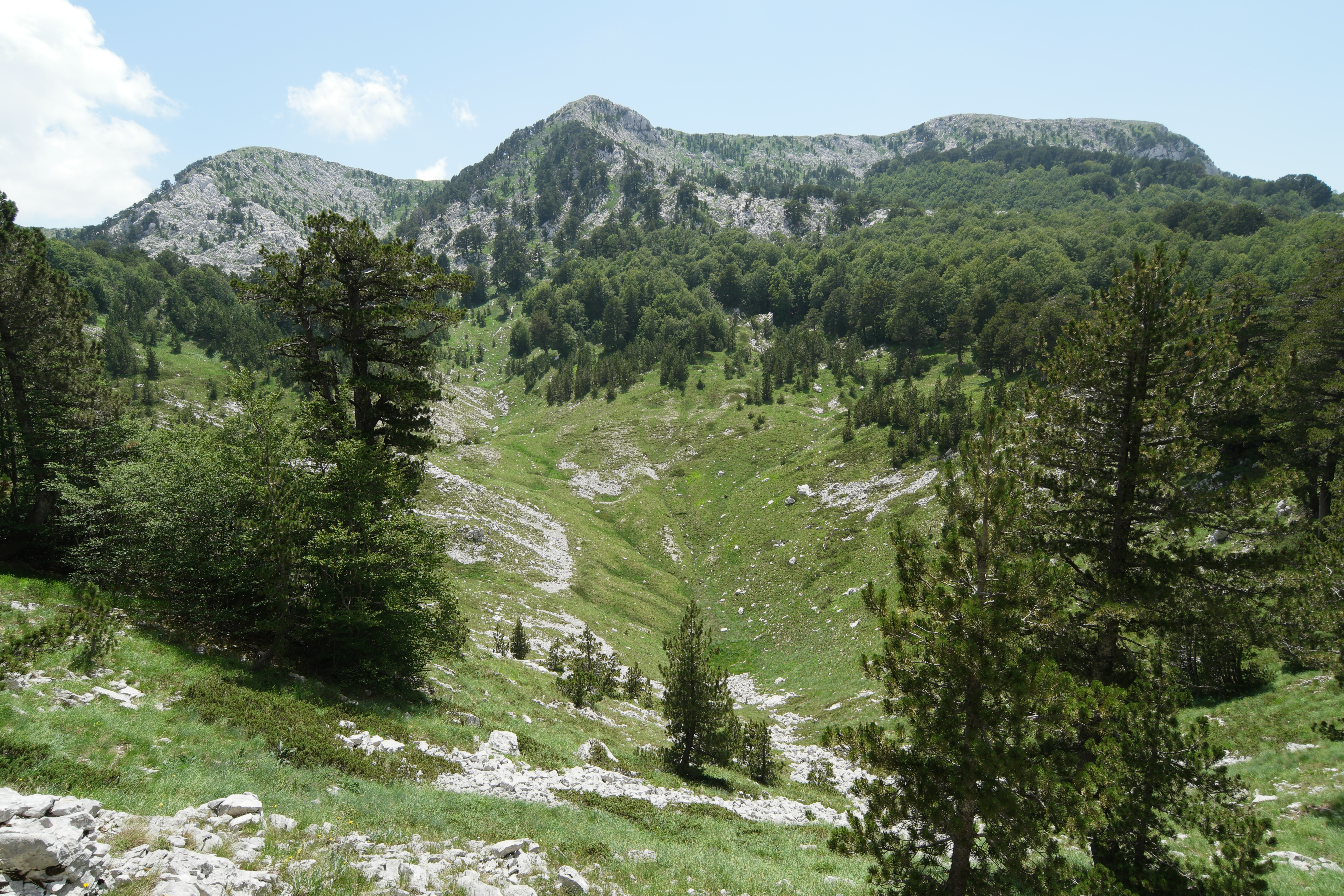
Das Opuvani do in Montenegro beherbergt die südlichste und mittelmeernächste Population von Alpensalamander und Silberwurz in Europa

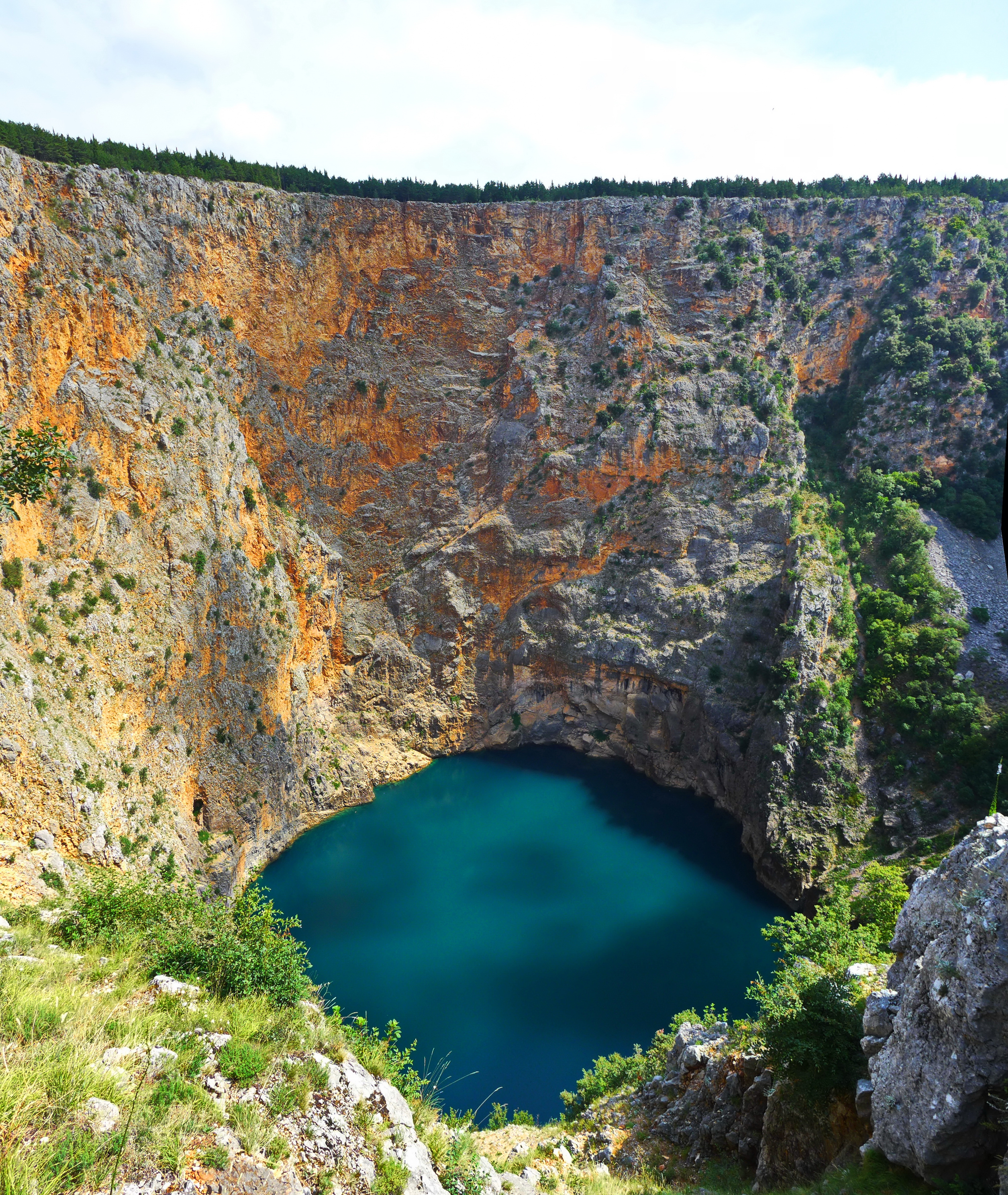
Der Rote See in Kroatien ist über 200 m tief.

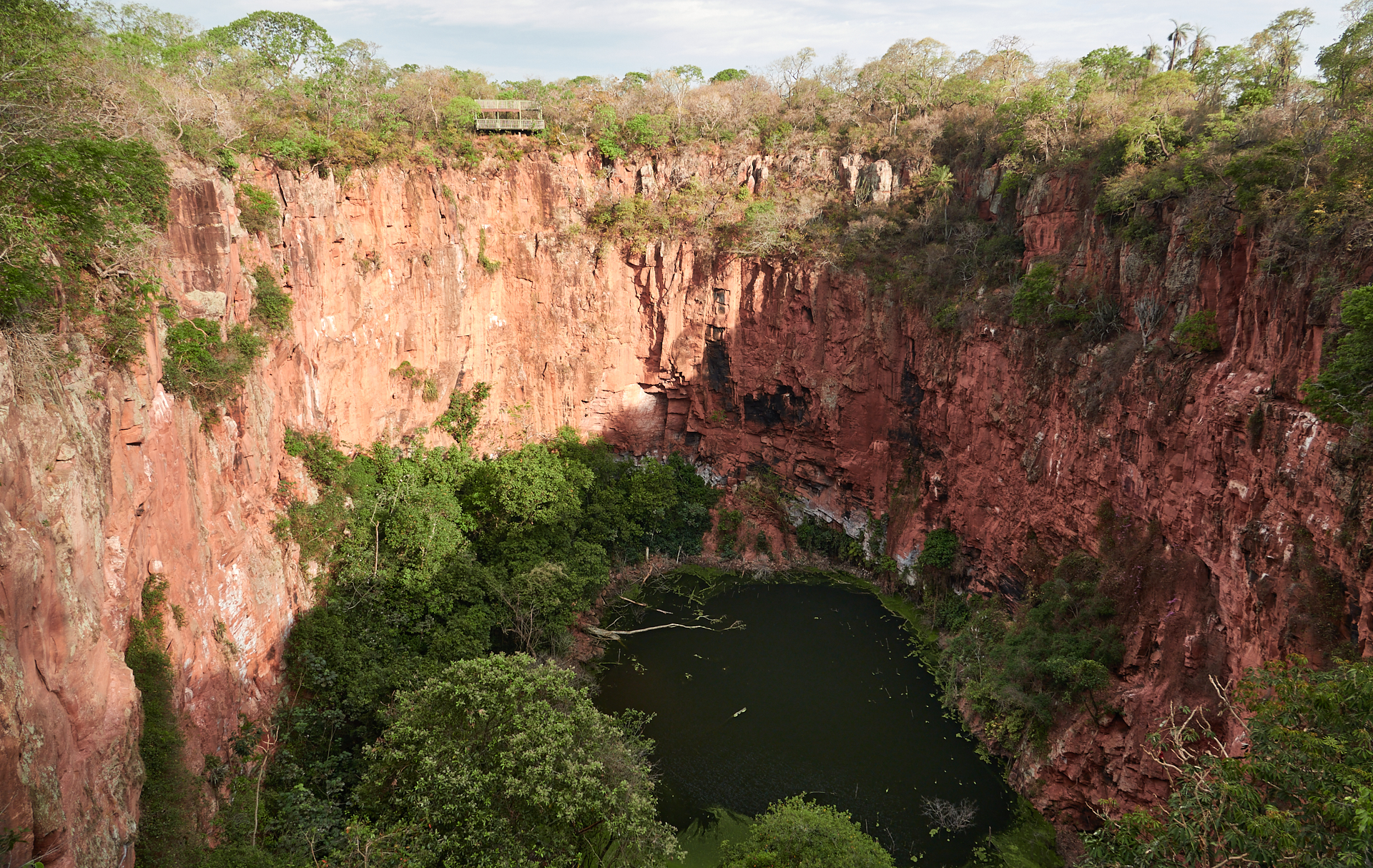
Buraco das Araras in Mato Grosso do Sul, die größte Doline Brasiliens

Viele bekannte Dolinen sind einerseits durch auffällige Dimensionen oder Besonderheiten im Klima und in der Biosphäre ausgezeichnet. Insbesondere sind Einsturzdolinen aufgrund ihrer senkrechten Wände oder der Wasserfüllung Landschaftselemente, die besonderes Interesse wecken.
Deutschland

Im Remlinger Grund in Unterfranken entstanden einige Dolinen, so die im Mittelalter als „Ertvall“ und im 17. Jahrhundert als „Erdtfell“ bezeichneten, heute verfüllten Exemplare.
Österreich

Im Grünloch, einer flachen Doline auf dem Dürrenstein-Plateau in den Ybbstaler Alpen, wurde im Zeitraum zwischen dem 19. Februar und dem 4. März 1932 mit −52,6 °C die tiefste bekannte Temperatur in Mitteleuropa gemessen.
Schweiz

Die Einsturzdoline Hellloch im Hinter Tal (hinter dem Talalpsee).
Italien

Die Doline Busa Nord di Fradusta auf 2607 m s.l.m. in der Palagruppe in den Dolomiten hält mit einer Temperatur von −49,6 °C den Temperaturrekord in Italien.
Slowenien

In der auf 1592 m. ü. M. gelegenen Doline Mrzla Komna wurde am 9. Januar 2009 eine Temperatur von −49,1 °C gemessen.
Kroatien

Spektakulär stellt sich der Rote See bei Imotski dar, diese Einsturzdoline ist über 200 m tief und wassergefüllt, das Tiefblau des Sees kontrastiert mit den rötlichen Kalksteinwänden.
Montenegro

Das Opuvani do unterhalb der Velika Jastrebica in 1580 m Höhe im Orjen-Gebirge ist ein mikroklimatisch günstiger Standort für Glazialrelikte und kälteliebende Tier- und Pflanzenformen am Mittelmeer.
Totes Meer

Das Salz von Schloten, meterhohe „weiße Raucher“, stammt aus Sedimenten, in die das Tiefengrundwasser eindringt und sie durchtränkt, bevor es aufsteigt. Laut Forschern des Helmholtz-Zentrums für Umweltforschung in Leipzig könnten die weißen Schlote darauf hinweisen, dass die Landoberfläche durch Verkarstung nachgibt und einstürzt. Solche Sinkholes treten am Toten Meer häufig auf und stellen eine Gefahr für die Bevölkerung dar.

## Gefahren
Im Hochgebirge stellen, ähnlich wie Gletscherspalten, besonders unter Schnee verborgene Münder tiefer und steilwändiger Dolinen eine Gefahr für Bergsteiger und -wanderer dar. Zum hohen Risiko, sich durch den Absturz zu verletzen, kommt die Schwierigkeit, selbständig aus einer solchen Doline wieder herausklettern zu können. Die Möglichkeit, optisch oder akustisch mit Passanten in Verbindung zu treten, ist dann oft schlecht, und auch der Mobiltelefonempfang ist in einer solchen Situation meist noch eingeschränkter als sonst in der Bergwelt.
Im Dachsteingebirge beispielsweise wurde bislang mindestens zweimal mehrere Tage lang nach Personen gesucht, die in eine Doline gestürzt und dort gefangen waren:
- Im November 1985 wurde ein US-Amerikaner erst nach 19 Tagen schwer verletzt gefunden.
- Am 9. November 2017 wurde ein 45-jähriger Duisburger nach fünf Tagen – bereits auf 35 °C Körpertemperatur abgekühlt – schwer verletzt aus einer Doline befreit.[25][26]